# Эльдорадо (украинская торговая сеть)
«Эльдора́до» (Eldorado.ua) — украинская торговая сеть по продаже техники и электроники, один из крупнейших ритейлеров Украины. Количество сотрудников компании превышает 5000 человек. По состоянию на начало 2023 года торговая сеть насчитывает 95 магазинов на территории Украины. Главный офис компании находится в Киеве. Генеральный директор — Вера Витинская.
По данным за 2014 год компания занимает первое место в рейтинге лучших ритейлеров Украины в сегменте «Бытовая техника и электроника».
На 2021 год «Эльдорадо» занимает 56 место в рейтинге журнала Forbes «100 крупнейших частных компаний Украины».

## История
4 декабря 1999 год открывается первый магазин «Эльдорадо» на Украине в Киеве. По состоянию на 2005 год работает уже 91 магазин в 39 городах, а в 2007 году запускается интернет-магазин компании. В период 2008—2011 годов «Эльдорадо» поглощает сети «Домотехника», «A&B» и «МегаМакс». Сеть составляет 64 магазина.
В апреле 2013 украинский предприниматель Виктор Полищук приобрел сеть. После этого происходит слияние с его торговой сетью «Технополис». После слияния двух компаний новый владелец оставил название «Эльдорадо», как более узнаваемое.
2015 — переезд в офис в ТРЦ Gulliver.
В конце 2016 года был проведен ребрендинг и компания изменила написание названия компании на латиницу. Впоследствии компания сменила логотип на «ELDORADO.ua».
2018 — компания присоединилась к Ассоциации ритейлеров Украины.
2020 — № 56 крупнейших украинских компаний по версии Forbes Украина.
В 2021 Эльдорадо вошла в перечень компаний, которым можно доверять свои данные, согласно исследованию ОО «Интерньюз-Украина» Индекс защиты персональных данных-2021.
В 2021 компания присоединилась к образовательному проекту НБУ по безопасности наличных расчетов «Анатомия гривны».
В 2022 году компания задействовала собственную службу доставки в гуманитарных проектах и передавала необходимую технику ВСУ, ТРО и волонтерам.
В январе 2023 возобновлена работа магазина в разрушенном во время российского обстрела ТРЦ Retroville в Киеве.

## Награды
- 2016 — № 1 в рейтинге лучших ритейлеров Украины в сегменте «Бытовая техника и электроника»[7].
- 2019 — победитель в номинации «Лучшая розничная сеть бытовой техники и электроники» Национальной бизнес премии Украины «Выбор страны»[8].
- 2020 — вошли в топ-25 программ корпоративной социальной ответственности по версии издания «Власть денег»[9].
- 2020 — № 14 среди лучших работодателей страны по версии издания «Дело»[10].
- 2021 — № 21 среди лучших работодателей страны по версии журнала «ТОП-100. Рейтинги крупнейших»[11].
- 2023 — Победитель проекта «Ответственная страна» в категории «Собственные проекты благотворительных фондов» — проект «Кирпичик для семьи»

## Социальные проекты
- 2019 — спонсор 27-го «Пробега под каштанами».
- 2020 — в партнерстве с Обществом Красного креста в Украине передано 100 комплектов бытовой техники украинским больницам[12].
- 2021 — в рамках совместного социального проекта «Энергия маленьких сердец» с брендом Gelius передали хирургический инструмент для проведения срочных операций у новорожденных Национальному институту сердечно-сосудистой хирургии имени М. М. Амосова[13].
- 2022 — генеральный партнер Федерации киберспорта Украины[14].
- Январь 2023 — компания передала модульный дом семье из Чернигова